# 14111 Kimamos
14111 Kimamos è un asteroide della fascia principale. Scoperto nel 1998, presenta un'orbita caratterizzata da un semiasse maggiore pari a 2,3040386 UA e da un'eccentricità di 0,1252274, inclinata di 5,31834° rispetto all'eclittica.
L'asteroide è dedicato all'insegnante americana Kim Amos.